# Sumatrapiggsvin
Sumatrapiggsvin (Hystrix sumatrae) är en däggdjursart som först beskrevs av Lyon 1907.  Hystrix sumatrae ingår i släktet egentliga piggsvin och familjen jordpiggsvin. IUCN kategoriserar arten globalt som livskraftig. Inga underarter finns listade.

## Utseende
Arten blir 45 till 56 cm lång (huvud och bål), har en 2,5 till 19 cm lång svans och väger 3,8 till 4,6 kg. Pälsen har allmänt en mörkbrun färg. På ryggen och på kroppssidorna förekommer många taggar som kan vara upp till 16 cm långa och som är avplattade. Många taggar har vita spetsar vad som framkallar ett fläckigt utseende. Hos vuxna individer växer ihåliga taggar nära svansen. När de skakas hörs ett skallrande ljud. Pälsen bildar ingen man vid halsen.

## Utbredning och habitat
Piggsvinet är endemiskt för Sumatra där arten vistas i låglandet. Habitatet varierar mellan skogar, gräsmarker och jordbruksmark.

## Ekologi
Sumatrapiggsvinet gräver underjordiska bon och ingången göms ofta under stenar eller under omkullkastade träd. Under fortplantningstiden lever ett föräldrapar och deras unge tillsammans men relationen håller bara några månader. Individerna är främst aktiva på natten och de går vanligen på marken. Simförmågan är ganska bra utvecklad.
Parets revir markeras med sekret från analkörtlarna och individerna varnar varandra genom att trumma med foten på marken eller genom att skramla med de ihåliga taggarna. Arten livnär sig av olika växtdelar som örter, frukter, bark, rötter och grönsaker. Kanske äter den i mindre mått kadaver, liksom andra medlemmar av samma släkte. Allmänt vandrar individerna flera kilometer under natten när de letar efter föda.
Fortplantningssättet och livslängden antas vara lika som hos de andra egentliga piggsvinen.